# Espronceda (Navarra)
Espronceda es una villa y un municipio español de la Comunidad Foral de Navarra, situado en la Merindad de Estella en la comarca de Estella Occidental, en el Valle de Aguilar y a 75,4 km de la capital de la comunidad, Pamplona. Su población en 2024 fue de 108 habitantes (INE). 

## Símbolos

### Escudo
El escudo de armas de la villa de Espronceda tiene el siguiente blasón:

Escudo partido dimidiado. 1.° de gules y las cadenas de Navarra en orla, cruz y sotuer de oro. 2.° de azur, sembrado el campo de flores de lís de oro.

Estas armas son las mismas que las del rey Carlos I de Navarra y datan de 1324, en que sus vecinos se sometieron libremente al vasallaje de su rey.

## Geografía
La localidad de Espronceda está situada en la parte occidental de la Comunidad Foral de Navarra a una altitud de 537 m s. n. m. Su término municipal tiene una superficie de 8,76 km² y limita al norte con los municipios de Torralba del Río y Mirafuentes, el Este con el de Desojo, al sur con el de Armañanzas y al oeste con el de Torralba del Río.

## Demografía
Espronceda cuenta con una población de 108 habitantes (INE 2024).
| Gráfica de evolución demográfica de Espronceda entre 1842 y 2021                                                    |
| |
| Población de derecho según los censos de población del INE Población de hecho según los censos de población del INE |